# Живковци
Живковци су насеље у Србији у општини Љиг у Колубарском округу. Према попису из 2022. било је 384 становника.

Овде се налази Запис Раковића јабука (Живковци). Село има два засеока: Дрењина у долини реке Качер и Оњег у изворишном делу истоимене реке.

## Историја
Село се 1525. године у османским пописима појављује под именом Оздрпанци и припадало је Руднику. До 1834. године, село припада Рудничкој нахији, када долази до административне реорганизације Србије и Живковци постају део Окружија рудничког. Било је део општине живковачке коју су сачињавали Живковци са засеоцима Дрењина и Оњег. Од 1947. године, село постаје део новоформираног Љишког среза, а касније део општине Љиг. Најпознатија личност из овог села је Живан Живановић, српски историчар и политичар из друге половине 19. и првих деценија 20. века. Био је познат по свом капиталном делу Политичка историја Србије у четири тома, а такође и по томе што је био зет Драгутина Димитријевића Аписа. Године 1930. саградио је основну школу у свом родном селу.

## Демографија
У насељу Живковци живи 468 пунолетних становника, а просечна старост становништва износи 48,5 година (46,4 код мушкараца и 50,6 код жена). У насељу има 194 домаћинства, а просечан број чланова по домаћинству је 2,75.
Ово насеље је великим делом насељено Србима (према попису из 2002. године), а у последња три пописа, примећен је пад у броју становника.
|  |

| Демографија | Демографија | Демографија |
| Година      | Становника  | Становника  |
| ----------- | ----------- | ----------- |
| 1948.       | 1.276       |             |
| 1953.       | 1.238       |             |
| 1961.       | 1.152       |             |
| 1971.       | 1.019       |             |
| 1981.       | 876         |             |
| 1991.       | 700         | 682         |
| 2002.       | 534         | 552         |

| Етнички састав према попису из 2002.‍ | Етнички састав према попису из 2002.‍ | Етнички састав према попису из 2002.‍ | Етнички састав према попису из 2002.‍ | Етнички састав према попису из 2002.‍ |
| ------------------------------------ | ------------------------------------ | ------------------------------------ | ------------------------------------ | ------------------------------------ |
|                                      |                                      |                                      |                                      |                                      |
| Срби                                 | Срби                                 |                                      | 528                                  | 98,87%                               |
| Хрвати                               | Хрвати                               |                                      | 3                                    | 0,56%                                |
| Црногорци                            | Црногорци                            |                                      | 1                                    | 0,18%                                |
| Бугари                               | Бугари                               |                                      | 1                                    | 0,18%                                |
| непознато                            | непознато                            |                                      | 1                                    | 0,18%                                |

| Година пописа     | 1948. | 1953. | 1961. | 1971. | 1981. | 1991. | 2002. |
| ----------------- | ----- | ----- | ----- | ----- | ----- | ----- | ----- |
| Број домаћинстава | 259   | 261   | 278   | 270   | 257   | 258   | 194   |

| Број чланова      | 1  | 2  | 3  | 4  | 5  | 6 | 7 | 8 | 9 | 10 и више | Просек |
| ----------------- | -- | -- | -- | -- | -- | - | - | - | - | --------- | ------ |
| Број домаћинстава | 52 | 58 | 32 | 21 | 15 | 9 | 3 | 1 | 2 | 1         | 2,75   |

| Пол    | Укупно | Неожењен/Неудата | Ожењен/Удата | Удовац/Удовица | Разведен/Разведена | Непознато |
| ------ | ------ | ---------------- | ------------ | -------------- | ------------------ | --------- |
| Мушки  | 238    | 61               | 148          | 20             | 9                  | 0         |
| Женски | 237    | 23               | 146          | 63             | 5                  | 0         |
| УКУПНО | 475    | 84               | 294          | 83             | 14                 | 0         |

| Пол    | Укупно                    | Пољопривреда, лов и шумарство | Рибарство                            | Вађење руде и камена | Прерађивачка индустрија       |
| ------ | ------------------------- | ----------------------------- | ------------------------------------ | -------------------- | ----------------------------- |
| Мушки  | 128                       | 57                            | 0                                    | 7                    | 37                            |
| Женски | 66                        | 39                            | 0                                    | 0                    | 16                            |
| УКУПНО | 194                       | 96                            | 0                                    | 7                    | 53                            |
| Пол    | Производња и снабдевање   | Грађевинарство                | Трговина                             | Хотели и ресторани   | Саобраћај, складиштење и везе |
| Мушки  | 0                         | 3                             | 3                                    | 1                    | 10                            |
| Женски | 0                         | 1                             | 4                                    | 0                    | 0                             |
| УКУПНО | 0                         | 4                             | 7                                    | 1                    | 10                            |
| Пол    | Финансијско посредовање   | Некретнине                    | Државна управа и одбрана             | Образовање           | Здравствени и социјални рад   |
| Мушки  | 0                         | 2                             | 2                                    | 2                    | 1                             |
| Женски | 0                         | 1                             | 0                                    | 2                    | 1                             |
| УКУПНО | 0                         | 3                             | 2                                    | 4                    | 2                             |
| Пол    | Остале услужне активности | Приватна домаћинства          | Екстериторијалне организације и тела | Непознато            | Непознато                     |
| Мушки  | 0                         | 0                             | 0                                    | 3                    | 3                             |
| Женски | 1                         | 0                             | 0                                    | 1                    | 1                             |
| УКУПНО | 1                         | 0                             | 0                                    | 4                    | 4                             |